# IC 3205
IC 3205 је елиптична галаксија у сазвјежђу Береникина коса која се налази на листи објеката дубоког неба у Индекс каталогу.
Деклинација објекта је + 26° 20' 29" а ректасцензија 12h 21m 50,9s. Привидна величина (магнитуда) објекта IC 3205 износи 14,5 а фотографска магнитуда 15,5. IC 3205 је још познат и под ознакама CGCG 158-86, NPM1G +26.0273, PGC 39989.